# 란타넘족
| 원자번호 | 이름         | 기호 |
| -------- | ------------ | ---- |
| 57       | 란타넘       | La   |
| 58       | 세륨         | Ce   |
| 59       | 프라세오디뮴 | Pr   |
| 60       | 네오디뮴     | Nd   |
| 61       | 프로메튬     | Pm   |
| 62       | 사마륨       | Sm   |
| 63       | 유로퓸       | Eu   |
| 64       | 가돌리늄     | Gd   |
| 65       | 터븀         | Tb   |
| 66       | 디스프로슘   | Dy   |
| 67       | 홀뮴         | Ho   |
| 68       | 어븀         | Er   |
| 69       | 툴륨         | Tm   |
| 70       | 이터븀       | Yb   |
| 71       | 루테튬       | Lu   |

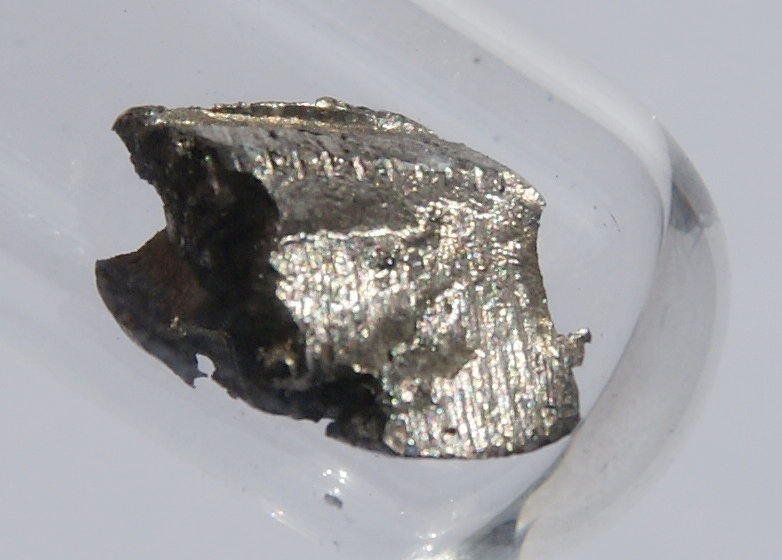

란타넘족(영어: Lanthanide)은 원자번호 57 란타넘(La)에서 원자번호 71 루테튬(Lu)까지의 희토류 원소이다. 란탄족은 루테튬을 제외하고 모두 f-구역 원소에 속한다. 란타넘족은 성질이 서로 비슷하기로 유명한데, 두 원소를 가지고 같은 원소인지 다른 원소인지 사람들이 몇 년에 걸쳐 논쟁을 벌이기도 하였다.
악티늄족의 기호 Ac처럼 란타넘족도 La이라는 기호를 가지고 있다.

## 란타넘족 원소들의 목록
란타넘(57)
세륨(58)
프라세오디뮴(59)
네오디뮴(60)
프로메튬(61)
사마륨(62)
유로퓸(63)
가돌리늄(64)
터븀(65)
디스프로슘(66)
홀뮴(67)
어븀(68)
툴륨(69)
이터븀(70)
루테튬(71)

## 같이 보기
- 란타넘족 수축
- 악티늄족